# Il poverello di Assisi
Il poverello di Assisi és una pel·lícula muda italiana del 1911 sobre la vida de Francesc d'Assís dirigida per Enrico Guazzoni i és la primera pel·lícula sobre la vida del sant d'Assís. La pel·lícula es va realitzar amb motiu de l'Exposició Internacional de Torí, i fou rodada a Assís

## Repartiment
- Emilio Ghione: Francesdc d'Assís
- Fernanda Negri Pouget: Santa Clara
- Italia Almirante Manzini: Madonna Povertà